# 游家煌
游家煌（1998年4月23日—），台灣足球員，司職前鋒。就讀台北市立大學，且代表校隊競逐大專校院足球運動聯賽，同時效力台灣企業甲級足球聯賽台南市台灣鋼鐵。曾代表中華台北U16足球代表隊及中華台北U19足球代表隊，自2017年起代表中華台北男子足球代表隊。

## 球員生涯
游家煌出生於台灣宜蘭縣南澳鄉武塔村，有著台灣原住民泰雅族血統。國中時離開家鄉赴花蓮縣美崙國中就讀，國中三年級時代表足球隊贏得全國少年足球聯賽、全國中等學校足球聯賽、稻江盃三座冠軍。高中則就讀花蓮高農，在校期間代表校隊贏得103學年度高中足球聯賽冠軍、104學年度全國青年盃亞軍，以及104學年度高中足球聯賽冠軍。而且入選了2016年亞足聯U-19錦標賽外圍賽，並在賽事中攻入五球。
高中畢業後，考取了台北市立大學且同時效力校隊與大同足球隊，並在二年級時獲得了大專校院106學年度足球運動聯賽亞軍及首屆台灣企業甲級足球聯賽冠軍，此外也得到中華男足成人隊徵召，入選2019年亞足聯亞洲盃資格賽陣容。翌年升上大三的他希望能得到國際球壇關注，而轉學至輔仁大學，因該校與當年代表台灣企業甲級足球聯賽出戰亞洲足協盃的航源足球隊有所合作。在輔大及航源期間，他在大專聯賽決賽遭罰紅牌出場，最終輔大於點球大戰以3－5負於北市大，位居亞軍，在企甲聯賽則獲得季軍。
下一學年度又轉學至北市大，企甲聯賽上也轉隊至台南市台灣鋼鐵。游家煌在台鋼首季隨隊獲得第四名，翌年台鋼贏得首座冠軍。

## 國家隊生涯統計
| 中華台北                | 中華台北 | 中華台北 | 中華台北 |
| 年度                    | 出賽     | 進球     | 參考     |
| ----------------------- | -------- | -------- | -------- |
| 2017                    | 5        | 0        | [ 22 ]   |
| 2018                    | 1        | 0        | [ 22 ]   |
| 2019                    | 1        | 0        | [ 22 ]   |
| 2023                    | 2        | 0        | [ 22 ]   |
| 總計                    | 9        | 0        | [ 22 ]   |
| 最後更新於2023年6月19日 |          |          |          |